# Valbo AIF
Der Valbo AIF ist ein 1912 gegründeter schwedischer Sportverein aus Valbo. 

## Geschichte
Der Verein wurde am 18. Juni 1912 gegründet. Die Eishockeyabteilung scheiterte in den Spielzeiten 1997/98 und 1998/99 jeweils erst in der Relegation am Aufstieg aus der damals noch drittklassigen Division 2 in die damals noch zweitklassige Division 1. Nach einer Neuordnung des Ligensystems nahm die Mannschaft ab der Saison 1999/2000 regelmäßig in der mittlerweile drittklassigen Division 1 teil. Im Jahr 2007 löste sich die Eishockeyabteilung vom Stammverein und gründete den eigenständigen Verein Valbo HC, der den Startplatz des Valbo AIF in der Division 1 erhielt.
Bis in die 1970er Jahre besaß der Verein auch eine Fußballabteilung, die sich als Valbo FF selbständig machte.
Aktuelle Abteilungen des Vereins sind Leichtathletik, Skilanglauf, Tennis, Tischtennis und Unihockey.